# مت لاپورتا
مت لاپورتا (انگلیسی: Matt LaPorta؛ زادهٔ ۸ ژانویهٔ ۱۹۸۵) بازیکن بیس‌بال اهل ایالات متحده آمریکا است.
وی در مسابقات کشوری و بین‌المللی در مجموع برندهٔ ۱ مدال برنز شده‌است.